# Брумаду (мікрорегіон)
Брумаду (порт. Microrregião de Brumado) — мікрорегіон в Бразилії, входить в штат Баїя. Складова частина мезорегіону Південно-центральна частина штату Баїя. Населення становить 268 565 чоловік на 2005 рік. Займає площу 15 413,550 км². Густота населення — 17,4 чол./км².

## Склад мікрорегіону
До складу мікрорегіону включені наступні муніципалітети:
1. Аракату
2. Брумаду
3. Караїбас
4. Кондеуба
5. Кордейрус
6. Гуажеру
7. Ітуасу
8. Маетінга
9. Мальяда-ді-Педрас
10. Піріпа
11. Презіденті-Жаніу-Куадрус
12. Ріу-ду-Антониу
13. Таньясу
14. Тремедал

| Бразилія | Це незавершена стаття з географії Бразилії. Ви можете допомогти проєкту, виправивши або дописавши її. |